# Староверский Луг
Староверский Луг — деревня в Плюсском районе Псковской области, входит в состав сельского поселения Запольская волость.
Расположена в 27 км к юго-востоку от райцентра Плюсса и в 7 км к юго-востоку от волостного центра Заполье.
Численность населения деревни составляла 58 жителей по оценке на конец 2000 года.